# NGC 3284
NGC 3284 (NGC 3286) é uma galáxia elíptica (E) localizada na direcção da constelação de Ursa Major. Possui uma declinação de +58° 37' 13" e uma ascensão recta de 10 horas, 36 minutos e 21,3 segundos.
A galáxia NGC 3284 foi descoberta em 8 de Abril de 1793 por William Herschel.